# Peter Sellars
Peter Sellars (27 de septiembre de 1957) es un director de teatro estadounidense, famoso por sus montajes modernos de óperas y de obras clásicas.
Sellars nació en Pittsburgh, Pensilvania, y estudio en la Universidad de Harvard, graduándose en 1981. Como estudiante realizó una versión de marionetas del ciclo del anillo de Wagner y dirigió una producción minimalista de la obra Tres hermanas de Antón Chéjov, en la que dispuso grandes abedules en la escena del «Loeb Drama Center» y montó un concierto con los Nocturnos de Frédéric Chopin tocados en un piano de suspendido sobre la escena y entrevisto dentro una caja de gasas. 
El montaje de Antonio y Cleopatra en la piscina de la «Harvard's Adams House», atrajo la atención de la prensa más allá del campus, al igual que su siguiente producción, una versión tecno-industrial de El rey Lear que incluía un Lincoln Continental sobre la escena y un ambiente musical recreado en vivo por el Steel Cello Ensemble. 
En su año como sénior, hizo una producción del Orlando de Haendel en el «American Repertory Theatre» en Cambridge, cuyo montaje, muy moderno y altamente original, atrajo la atención nacional. Después de graduarse, estudió en Japón, China, y la India. 
En 1983 y 1984, Sellars fue contratado como director de la «Boston Shakespeare Company». En 1983 recibió una beca de la Fundación MacArthur. En 1984, le nombraron director y encargado del «American National Theater» (Teatro Nacional americano) de Washington D. C. a la edad de 26, un puesto que desempeñó hasta 1986. Fue director artístico de «Los Ángeles Festival» en los años 1990 y 1993, presentando trabajos de artistas talentosos como el director iraní Reza Abdoh, y el dramaturgo Frank Ambriz.
Durante sus años en Washington, Sellars hizo una producción de El Conde Monte Cristo, en versión de James O'Neill, para la que contó con Richard Thomas, Patti LuPone, David Warrilow, Zakes Mokae, y muchos otros actores excepcionales. La producción tenía un diseño de George Tsypin, vestuario de Dunya Ramicova e iluminación de James F. Ingalls. También dirigió una producción del Idiot's Delight («El placer del idiota») de Robert Sherwood y del Ajax de Sófocles, según una adaptación de Roberto Auletta. 
Sellars dirigió el montaje de una serie de óperas Mozart: Così fan tutte, montado en una cena en Cape Cod; Las Bodas de Figaro, montado en un apartamento de lujo de la Trump Tower de Nueva York; y Don Giovanni, ambientado en el Harlem hispano de Nueva York. Las obras fueron hechas en colaboración con Emmanuel Music y su director artístico Craig Smith. Las producciones fueron aclamadas por la crítica, televisadas por la PBS y, más adelante, representadas en Europa. 
La primera película de Sellars fue The Cabinet of Dr. Ramirez (El gabinete del Dr. Ramírez), una película muda, en color, protagonizada por Joan Cusack, Peter Gallagher, Ron Vawter, y Mijaíl Barýshnikov. También participó en la película de Jean-Luc Godard de El rey Lear, en la que fue coguionista. 
Sellars ha sido invitado de muchos festivales, como en los de Salzburgo y Glyndebourne, donde ha montado producciones de varias óperas del siglo XX, como el San Francisco de Asís de Olivier Messiaen, el estreno de Mathis der Maler de Paul Hindemith, Le Grand Macabre de György Ligeti, y, con el coreógrafo Mark Morris, el estreno de Nixon en China y La muerte de Klinghoffer de John Coolidge Adams y Alice Goodman . Otros proyectos en los que ha estado implicado incluyen el montaje de la ópera Giulio Cesare y del oratorio Theodora de Haendel, La historia de un soldado de Stravinsky con Los Ángeles Philharmonic dirigida por Esa-Pekka Salonen, I Was Looking at the Ceiling and Then I Saw the Sky (John Adams) y Peony Pavillion (una obra de Tang Xianzu con música de Tan Dun).
En 1998, Sellars fue distinguido con el Premio Erasmus en reconocimiento a su trabajo en el que combinaba las tradiciones culturales europeas y americanas en ópera y teatro. Una de las colaboraciones musicales más fructíferas de Sellar es con el compositor John Adams, con quién ha hecho sus dos últimas óperas: Dr. Atomic (2005), para la ópera de San Francisco, sobre el desarrollo de la bomba atómica y A Flowering Tree («Un árbol floreciente») (2006) inspirado en La flauta mágica de Mozart. 
Fue director del «2002 Adelaide Festival» de Australia y al año siguiente, en 2003, director artístico del Festival de Teatro de la Bienal de Venecia. En 2005, ganó el «Dorothy and Lillian Gish Prize», ouno de los más prestigiosos premios en el mundo del arte.
En agosto de 2006 dirigió un montaje de la ópera inacabada Zaide de Mozart, como parte del «Mostly Mozart Festival» del «Lincoln Center» de Nueva York; las discusiones previas al montaje-concierto fueron acerca de la esclavitud contemporánea y la perspectiva de suprimirla, así como del igualitarismo de Mozart y su oposición a la esclavitud. Este mismo año 2006, dirigió Adriana Mater una ópera de Kaija Saariaho/Amin Maalouf en el Teatro de Ópera de La Bastille.
A finales de 2006, Sellars también organizó el «New Crowned Hope Festival» en Viena, Austria como director artístico (el festival fue parte del «Vienna Mozart Year 2006»). 
Actualmente, Peter Sellars es profesor de «Artes y Culturas del Mundo» («World Arts and Culture») en UCLA, donde enseña «Arte como acción social y arte como acción moral» («Art as Social Action and Art as Moral Action»). 
Los montajes de Peter Sellars no han sido ajenos a la controversia, siendo a menudo criticado por olvidarse de la intención del compositor. György Ligeti estuvo muy disgustado con la producción de 1997 de su Le Grand Macabre. La opinión de Elisabeth Schwarzkopf es significativa de la opinión que el mundo tradicional de la ópera tiene sobre él (tras ser preguntada por Peter Sellars):

"Hay nombres que no quiero que se mencionen en mi casa. No pronuncies ese nombre en mi presencia. He visto lo que él hace, y es criminal. Como solía decir mi marido, hasta ahora nadie se ha atrevido a ir al Museo del Louvre a pintar un graffiti sobre la Mona Lisa, pero algunos directores de ópera están haciendo un graffiti sobre obras maestras."
 Entrevista en Newsweek, 15 de octubre, 1990.

Sin embargo, Kaija Saariaho ha indicado que el diseño de Sellars para su ópera 2000 L'amour de loin estaba en armonía con como la había imaginado.